# Штительман, Михаил Ефимович
Михаил Ефимович Штительман (1911—1941) — русский советский писатель.

## Биография

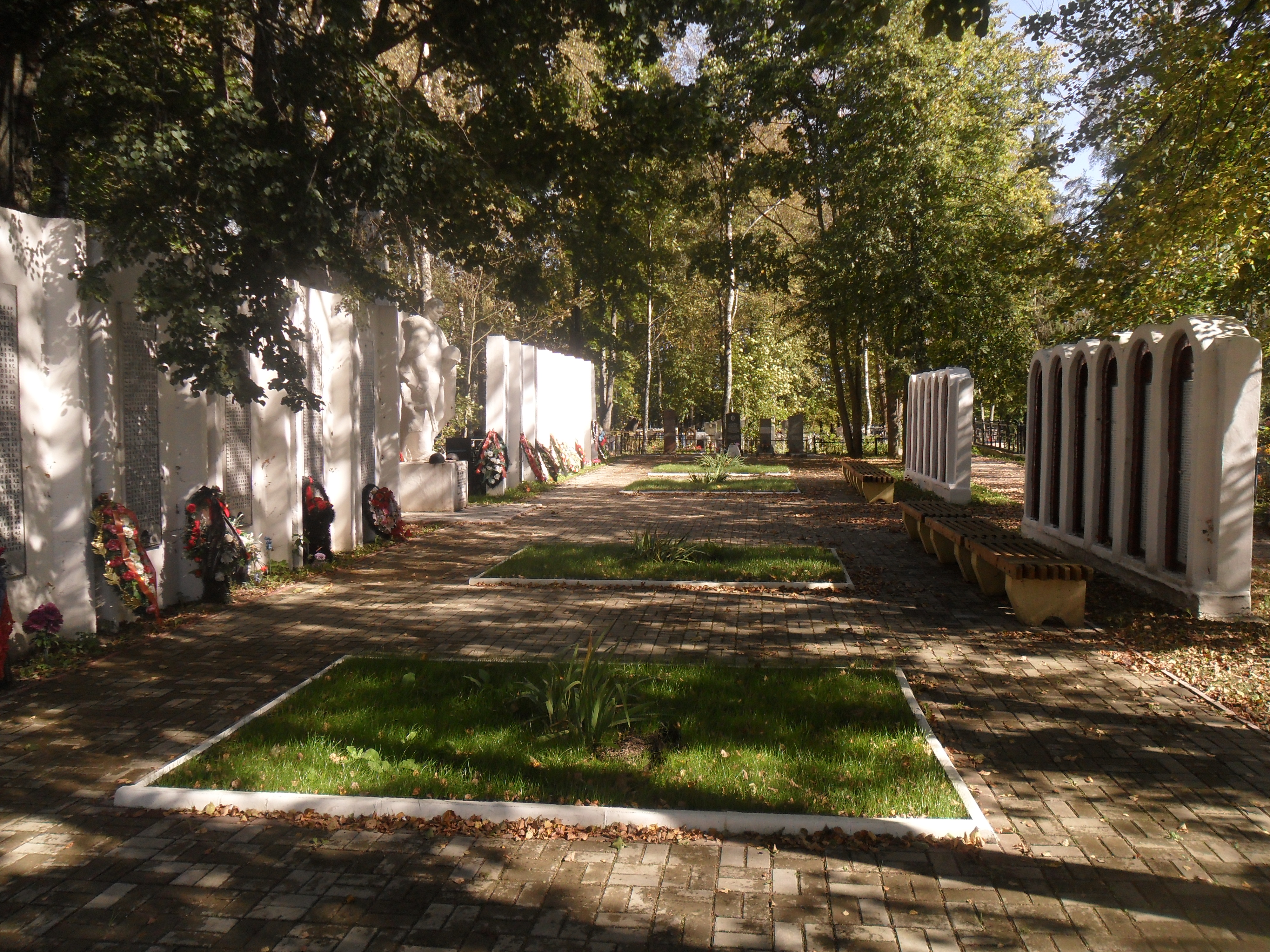
Братские могилы на Екатерининском кладбище Вязьмы.

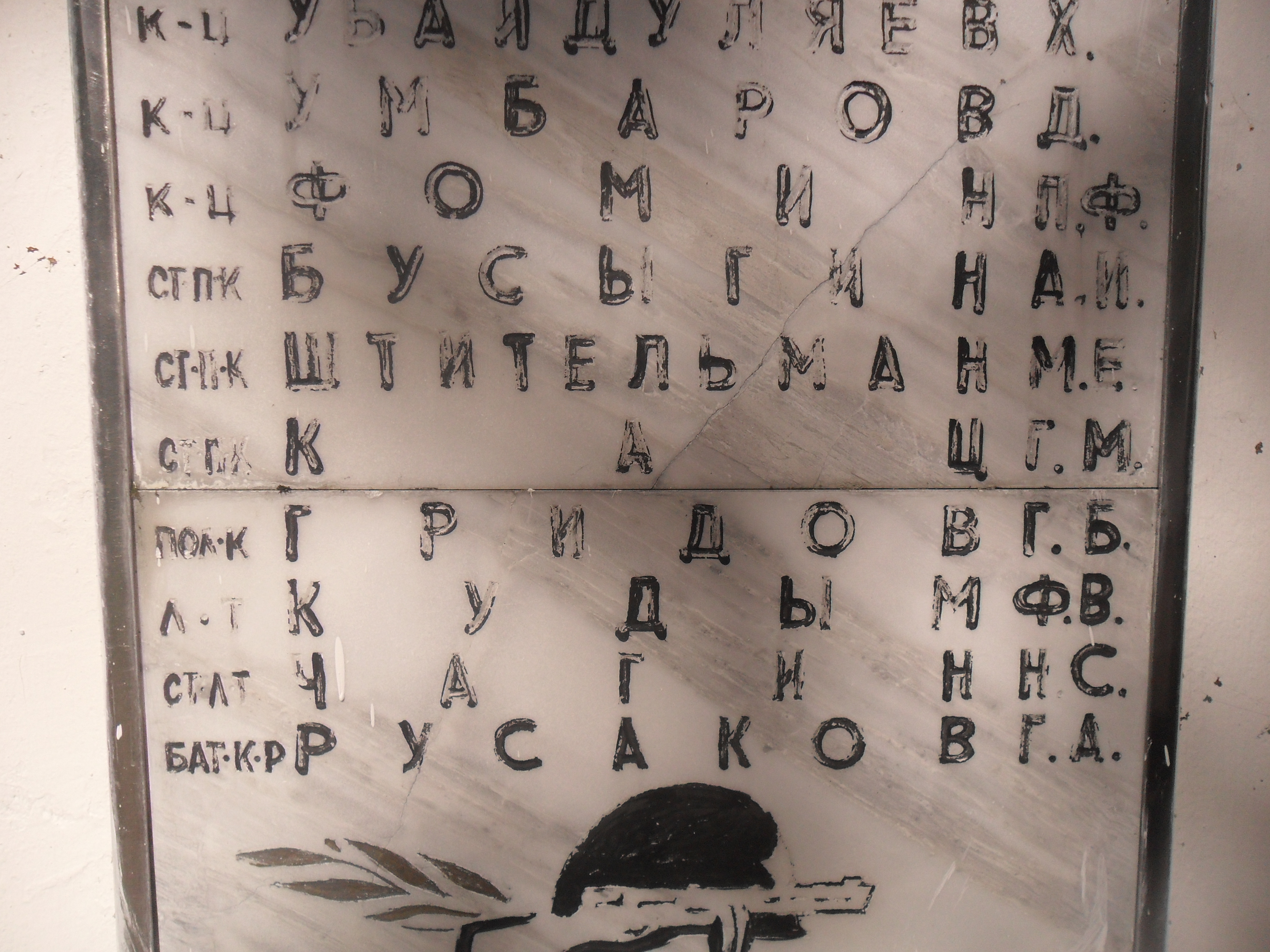
Имя Штительмана в списке захороненных.

Михаил Штительман родился 13 ноября 1911 года в Одессе, в семье бухгалтера Ефима Моисеевича Штительмана. В 1914 году семья переехала в Ростов-на-Дону. С раннего возраста занимался писательской работой, ещё учась в школе организовал литературный журнал «Всходы». Будучи подростком стал корреспондентом газеты «Ленинские внучата» и журнала «Горн». С конца 1920-х годов работал подносчиком на заводе «Жесть-Вестен» в Ростове-на-Дону, а с начала 1930-х годов — в одной из туапсинских газет, ещё через несколько лет — в газете «Большевистская смена». Одновременно учился на литературном факультете педагогического института.
В 1934 году в Ростове Михаил Штительман опубликовал первый свой сборник рассказов «Сын родился», в 1936 году в издательстве «Советский писатель» в Москве — второй сборник «Рассказы о друзьях». В 1938 году вышла его самая известная книга — первая часть повести «Повесть о детстве», впоследствии неоднократно переизданная и поставленная в театрах под названием «Мальчик из местечка» (пьеса была написана совместно с Сергеем Званцевым); вторая часть повести вышла в журнале «Октябрь» (№ 1 за 1940 год; пьеса в 3-х действиях, 7 картинах «Первая весна» по ней была написана совместно с Яковом Левиным). В том же году совместно с поэтом Григорием Кацем опубликовал книгу очерков «Счастье быть молодым». Своим педагогом и наставником писатель Михаил Штительман считал Полиена Яковлева.
В марте 1939 года был принят в Союз писателей СССР, а в апреле 1940 года назначен руководителем Ростовского областного отделения этой организации, работал ответственным секретарём в газете «Молот». В 1941 году Михаил Штительман и Григорий Кац написали пьесу «Твой добрый друг», которая в том же году была поставлена в театре Ленинского комсомола (режиссёр — Борис Фателевич).
В начале Великой Отечественной войны М. Е. Штительман добровольно отправился на фронт, был назначен ответственным секретарём редакции газеты «К победе!» 19-й армии, куда вошёл ряд ростовских писателей и журналистов, в том числе Григорий Кац и Григорий Гридов. На фронте активно публиковался, писал фельетоны, очерки, стихи, заметки, участвовал во Всесоюзном литературном радиожурнале, был представлен к боевому ордену Красной Звезды.
В октябре 1941 года М. Е. Штительман погиб в одном из боёв в окружении под Вязьмой. Долгое время он считался пропавшим без вести и лишь в 1980 году ростовские поисковики обнаружили его могилу, после чего останки были перезахоронены в братской могиле на Екатерининском кладбище Вязьмы.

## Семья
Жена — Евгения Борисовна Штительман. Дочь — Ирена Михайловна Барановская (Штительман). Внук — Михаил Анатольевич Барановский, писатель, сценарист и драматург, художник.
Племянник — Александр Борисович Белов, журналист.

## Книги
- Любовь. Рассказы. Ростов: Азово-Черноморское краевое книжное издательство, 1934.
- Сын родился. Рассказы. Ростов: Азчериздат, 1934.
- Рассказы о друзьях. М.: Советский писатель, 1936.
- Повесть о детстве. Ростов: Ростиздат, 1938 (переиздания — 1938 и 1939, там же; М.: Советский писатель, 1949; М.: Детгиз, 1960; Ростов-на-Дону: Книжное издательство, 1970; М.: Детская литература, 1974). Перевод на польский язык — Michał Sztitelman. Smak soli i pieprzu. Варшава: Iskry, 1965.
- Счастье быть молодым (в соавторстве с Г. Кацем). Ростов-на-Дону: Ростиздат, 1938.
- Твой добрый друг: лирическая комедия в трёх актах, девяти картинах (с Г. М. Кацем). М.—Л.: Искусство, 1942.